# Монтенегро, Даниэль
Даниэ́ль Монтене́гро (исп. Daniel Montenegro; 28 марта 1979, Буэнос-Айрес) — аргентинский футболист, полузащитник. Выступал за сборную Аргентины.

## Биография
Даниэль Монтенегро начал профессиональную карьеру футболиста в столичном «Уракане», команде, за которую он болел с детства и воспитанником чьей школы он являлся. После 1999 года Монтенегро довольно часто менял клубы, как правило, не задерживаясь в одном клубе дольше сезона. Дважды он выступал за «Ривер Плейт», трижды — за «Индепендьенте» (в общей сложности провёл в этой команде 7 лет), в 2002 году Даниэль ненадолго возвратился в «Уракан». Среди тех команд, за которые выступал Монтенегро, числятся также испанские «Сарагоса» и «Осасуна», французский «Олимпик» (Марсель), а 2004—2005 годах Даниэль выступал за раменский «Сатурн».
В 2009 году мексиканской «Америке» со второй попытки удалось приобрести Монтенегро у «Индепендьенте» за 3 миллиона долларов США. В своём дебютном матче за «Америку» Даниэль забил гол в ворота «Толуки» с центра поля, а «Америка» выиграла матч со счётом 7:2.
В 2013 году Монтенегро вернулся в «Индепендьенте», но не смог помочь «красным дьяволам» удержаться в элите. В сезоне 2013/14 Даниэль помог своей команде возвратиться в Примеру. В 2015 году Монтенегро вернулся в свою первую команду — «Уракан».
С 2006 по 2009 год выступал за «Индепендьенте», где его игра привлекла внимание тренеров сборной Аргентины. Действуя на позиции полузащитника (изначально Даниэль — опорный полузащитник, но в «Уракане» он получил навыки игры энганче, то есть атакующего полузащитника, «свободного художника», ведущего игру команды), Монтенегро в 104 матчах за «Красных дьяволов» забил 41 гол, став, в конце концов, капитаном клуба. Рольфи дебютировал за сборную в 2007 году, провёл за «Альбиселесте» три игры, последняя из которых пришлась на знаменитый разгром аргентинцев боливийцами 6:1 — тогда Монтенегро вышел на поле во втором тайме вместо Карлоса Тевеса при счёте 5:1 в пользу Боливии.

## Личная жизнь
Старший брат Даниэля Ариэль Монтенегро (1975 года рождения) — также профессиональный футболист, выступал за «Сан-Лоренсо», «Бельграно», «Индепендьенте», «Химнасию» (Сан-Сальвадор-де-Хухуй), испанские клубы «Кордова», «Нумансия», «Эркулес».

## Достижения
- Чемпион Аргентины (2): Апертура 2002, Клаусура 2004
- Обладатель Суперкубка Аргентины (1): 2014
- Обладатель Кубка Испании (1): 2001
- Чемпион Южной Америки среди молодёжи (1): 1999
- Лучший бомбардир Кубка Либертадорес (1): 2006 (вместе с большой группой футболистов забил по 5 мячей)